# Ruliff Stephen Holway
Ruliff Stephen Holway (ou Ruliff S. Holway, né le 4 mai 1857 à Hesper, comté de Winneshiek, Iowa et mort le 2 décembre 1927 à 	
Oakland est un enseignant et géographe américain. Il est professeur de géographie à l'Université de Californie à Berkeley entre 1904 et 1923. Il s'intéresse aux relations entre l'homme et la géographie.

## Biographie
Ruliff Stephen Holway est né le 8 mai 1857 dans le canton de Hesper, comté de Winneshiek, Iowa. Il est le fils de George Newell Holway et Amy Maria Ellison. En 1877, il épouse Florence L. Conger dans le comté de Winneshiek, Iowa.
Holway passe plusieurs années à enseigner dans des lycées et à la San Jose Normal School en Californie. Il épouse Mary Gordon en 1883 à San Francisco. Il s'intéresse à la géographie lors d'un cours d'été dispensé par William Morris Davis à l'Université Harvard, et pourrait bien avoir été influencé par l'intérêt de Davis pour l'environnementalisme. Il retourne étudier à l'Université Stanford, puis à l'Université de Californie, où il obtient une maîtrise en 1904. Il est immédiatement nommé professeur adjoint de physiographie à l'Université de Californie à Berkeley. Holway succède à George Davidson en tant que professeur de géographie à Berkeley en 1905 et dirige le département jusqu'à ce qu'il prenne à son tour sa retraite en 1923.
Le programme d'Holway comprend la physiographie, la météorologie, l'océanographie, la cartographie et la géographie commerciale. Il donne divers cours qui traitent des relations entre les humains et la géographie qui reflètent des vues conventionnelles. " Géographie physique générale " couvre "les formes terrestres, la climatologie, l'océanographie et les relations planétaires, et leurs effets sur les affaires humaines". "Influences géographiques dans l'ouest des États-Unis " couvre  les conditions géographiques qui influencent l'exploration et la première colonisation de l'ouest et l'effet actuel des facteurs physiques sur la vie des gens ". "Influences géographiques dans le développement des États-Unis " (1918) couvre l'influence de la topographie et du climat des États-Unis sur l'emplacement des villes et des routes commerciales et sur l'homme et ses activités".
La deuxième épouse de Holway est décédée en 1922. Ils n'ont pas d'enfants. Il prend sa retraite en 1923 et est remplacé par Carl O. Sauer. Il épouse Laura Etta Ogden en 1923 à Oakland en Californie. Il est décédé le 2 décembre 1927 à Oakland, en Californie.